# Иверска кула
Иверската кула (на гръцки: Πύργος Μονής Ιβήρων) е отбранително съоръжение, разположено в Иверския манастир на полуостров Света гора, Халкидики, Гърция.

## Описание
Манастирската кула е разположена в южното крило на светата обител.

## История
Кулата е изградена на мястото на по-стара сграда като част от общата реконструкция на манастира в края на XV - началото на XVI век. Строителството на кулата е завършено в 1513 година, за което ъобщава надпис, вграден в стената на католикона: 
| „ | έτους ζκβ’, σεπτέβριος, ηγουμενέβοντος Διονυσίου ιερομονάχου ετελειώθη πίργος, εκκλησία, παρπακάς... Година 22, септември, при игумена йеромонах Дионисий, бяха завършени кула, църква и парпака... | “ |

Кулата се поддържа на височината си през следващите векове. Днес тя се намира в западната част на южната страна на манастира, но до 1804 година кулата и укреплението ѝ (барбака) заемат югозападния ъгъл на укрепената преди това стена на манастира. През тази година започва голямо разширяване на сградата на запад и северозапад, което постепенно е завършено до 1840 година.
В 1865 година пожар унищожава голяма част от манастира, като оцеляват само трите църкви в двора - Католиконът, „Свети Йоан Предтеча“ и „Света Богородица Вратарница“, трапезарията и кулата. Веднага след това бедствие започват възстановителни работи, които продължават до 1886 година. Не се налагат сериозни интервенции по кулата, но се прави ремонт.
Кулата претърпява много сериозни щети при земетресение през 1905 година. Оттогава и в продължение на почти век кулата остава в руини и според разкази на монаси много пъти е повдиган въпросът за разрушаването ѝ, за да се предотврати неконтролирано срутване. Кулата е окончателно възстановена в 2002 година.

## Описание
Комплексът на кулата е разположен върху малък терен и се състои от кулата, малко укрепено заграждение (барбака) извън северозападната й страна и остатък от южната стена на манастира, продължаваща като източна страна на кулата.
Извън югозападната част на кулата има малък двор, отделен от запад от сградата на архонта, а от юг и изток от стена с отвори за пушки, построена в 1869 година. Вътре в кулата имаше 5 етажа с дървени подове и мазе.
От северната страна на сградата изграден, ограден балкон с две веранди, първоначално покрит, който защитава входа, разположен отдолу.